# موريكيوس
فلافيوس موريكيوس تيبيريوس أغسطس أو موريكيوس (539 - 27 نوفيمبر 602) كان إمبراطورًا بيزنطيًا حكم من 582 إلى 602. حارب موريكيوس وكجنرال بارز بنجاح ضد الإمبراطورية الساسانية. بعد أن أصبح إمبراطورًا، قاد الحروب ضد بلاد فارس الساسانية وحققت جيوشه النصر. في عهده توسعت الحدود الشرقية للإمبراطورية في جنوب القوقاز بشكل كبير، ولأول مرة منذ ما يقرب من قرنين من الزمان، لم يعد الرومان ملزمين بدفع آلاف الجنيهات الذهبية للفرس سنويًا مقابل السلام.
قام موريكيوس بحملة مكثفة في البلقان ضد الآفار بحلول عام 599 وأجبرهم على التراجع عبر نهر الدانوب . كما أجرى حملات عسكرية أخرى عبر نهر الدانوب ، وهو أول إمبراطور روماني يقوم بذلك منذ أكثر من قرنين. في غرب الإمبراطورية الرومانية، قام بإنشاء مقاطعتين كبيرتين شبه مستقلتين وعيَّن نواباً له ليحكموهما. وفي إيطاليا ، أسس موريكيوس إكسرخسية رافينا في عام 584 ، وهي أول محاولة حقيقية من قبل الإمبراطورية الرومانية لوقف تقدم اللومبارديون. ثم إنشأ إكسرخسية قرطاج عام 590 ، التي عززت قوة القسطنطينية (العاصمة الرومانية) في غرب البحر الأبيض المتوسط.
كان عهده مضطربًا بسبب الصعوبات المالية والحروب المستمرة تقريبًا. في عام 602 قام الجنرال فوقاس الذي لم يكن راضيا عن سياسات موريكيوس بإعدام موريكيوس وأبنائه الستة واعتلاء العرش الروماني. كان هذا الحدث بمثابة كارثة للإمبراطورية الرومانية، أدت إلى اندلاع حرب مدتها ستة وعشرون عامًا مع بلاد فارس الساسانية. تركت الحرب الإمبراطوريتين شبه مدمرتين تقريبا قبل الفتوحات الإسلامية. تعتبر فترة حكمه هي حقبة العصور القديمة المتأخرة الموثقة توثيقا جيدا ولا سيما من قبل المؤرخ ثيوفيلاكت سيموكاتا . ينسب كتاب (ستراتيجيكون) إلى موريكيوس وهو دليل للحرب كان له تأثير كبير على التقاليد العسكرية في أوروبا والشرق الأوسط لأكثر من ألف عام.

## حياته

### الأصول والحياة المبكرة
وُلِد موريكيوس في أرباسيوس في كبادوكيا عام 539، وهو ابن بولس. كان لديه أخ واحد، بيتر وشقيقتين، ثيوكتيستا وغورديا، التي كانت في وقت لاحق زوجة الجنرال فيليببيكوس. سُجل أنه كان متحدثًا أصليًا للغة اليونانية، على عكس الأباطرة السابقين منذ أناستاسيوس الأول ديكروس. تتعارض المصادر حول مسقط رأسه، حيث سجل إفاغريوس سكولاستيكوس أصله من «روما الكبرى»، في حين أن غالبية المصادر الأخرى تطلق عليه اسم الكبادوكي اليوناني الأصلي وأول إمبراطور «من عرق الإغريق».
جاء موريكيوس أولًا إلى اَلْقسطنْطِينيَّة باعتباره نوتاريوس ليعمل بمثابة سكرتير في كوميس إيكسيوبتورم (قائد الإكسبيتورز، الحارس الشخصي الإمبراطوري)، لتيبريوس، الذي أصبح مستقبلًا تيبريوس الثاني (حكم 578 - 582). عندما سُمي تيبريوس قيصر عام 574، عُين موريكيوس خلفًا له باعتباره قائدًا في كوميس إيكسيوبتورم.

### حرب البلقان
وصل الآفار إلى حوض الكاربات عام 568. على الفور تقريبًا شنوا هجومًا على سيرميوم، الحجر الأساسي للدفاعات البيزنطية على نهر الدانوب، لكن صُدت هجماتهم. ثم أرسلوا 10 آلاف كوتريجور هون لغزو مقاطعة دالماتيا البيزنطية. تبع ذلك فترة من التوحيد دفع خلالها البيزنطيون لهم 80 ألف ذهبية صولدي سنويًا. في عام 579، أفلست الخزينة، وأوقف تيبريوس الثاني المدفوعات. انتقم الآفار بحصار آخر لسيرميوم. سقطت المدينة بحوالي عام 581. بعد الاستيلاء على سيرميوم، طلب الآفار مئة ألف ذهبية صولدي سنويًا. إلا أنهم رفضوا، استخدموا المدينة ذات الأهمية الاستراتيجية كقاعدة للعمليات ضد عدة حصون ضعيفة الدفاع على طول نهر الدانوب وبدأوا في نهب شمال وشرق البلقان. بدأ السلاف في استيطان الأرض من ثمانينيات القرن الخامس. في 584 هدد السلاف العاصمة وفي عام 586 حاصر الآفار سالونيك، بينما ذهب السلاف إلى بيلوبونيز.
بعد انتصاره على الحدود الشرقية عام 591، كان موريكيوس متفرغًا للتركيز على البلقان. أطلق عدة حملات ضد السلاف والآفار. في 592 استعادت قواته سيجيدونوم (بلغراد الحديثة) من الآفار. هزم قائده العام بريسكوس السلاف والآفار والغبيديون جنوب نهر الدانوب في عام 593. وفي نفس العام عبر نهر الدانوب إلى الأفلاق الحديثة لمواصلة سلسلة انتصاراته. في عام 594، استبدل موريكيوس بريسكس بأخيه بيتر الذي يفتقر إلى الخبرة، والذي، على الرغم من إخفاقاته الأولية، حقق انتصارًا آخر في الأفلاق. بريسكوس، الذي تولى تلك الفترة قيادة جيش آخر في أعلى النهر، هزم الآفار مرة أخرى في عام 595. هذا الأخير تجرأ بعدها فقط على الهجوم بشكل هامشي، في دَلْمَاسِيَة بعد ذلك بعامين. في نفس العام، أبرم البيزنطيون معاهدة سلام مع زعيم الآفار بيان الأول، والتي سمحت للبيزنطيين بإرسال حملات استكشافية إلى الأفلاق. في عام 598 كسر موريكيوس المعاهدة للسماح بحملة انتقامية داخل موطن الآفار. في عامي 599 و 601، أحدثت القوات البيزنطية الخراب بين الآفار والغبيديون. في 602 عانى السلاف من هزيمة ساحقة في الآفاق. تمكنت القوات البيزنطية بعدها من الحفاظ على خط الدانوب مرة أخرى. في غضون ذلك، كان موريكيوس يخطط لإعادة إعمار المناطق المدمرة في البلقان باستخدام المستوطنين الأرمن. خطط موريكيوس أيضًا لقيادة المزيد من الحملات على خانات الآفار، إما لتدميرهم أو إجبارهم على الاستسلام.

## مواضيع مرتبطة
- الإمبراطورية البيزنطية
- قائمة الأباطرة البيزنطيين

| سبقه تيبريوس الثاني | الأباطرة البيزنطيون 582 - 602 | تبعه فوقاس |